# Friedrich Heisen
Friedrich Adolf Arnold Heisen (* 17. April 1804 in Großalmerode im Werra-Meißner-Kreis; † 15. November 1869 in Bischhausen) war Jurist und Mitglied der Kurhessischen Ständeversammlung.

## Leben
Friedrich Heisen war nach seiner juristischen Ausbildung in Bischhausen (Ortsteil von Witzenhausen) als Amtsadvokat tätig, als er 1850 für den Wahlkreis Witzenhausen-Land ein Mandat für die kurhessische Ständeversammlung erhielt. Diese wurde nach den Unruhen im Jahre 1830 zum Zweck der Beratung und Verabschiedung einer Verfassung gebildet und hatte bis zur Annexion des Landes Hessen durch Preußen im Jahre 1866 Bestand. Heisen stimmte im Parlament gegen die Steuerverweigerung, dennoch musste er Strafbayern bei sich einquartieren. Das Parlament setzte sich aus 53 Abgeordneten zusammen. 20 Sitze entfielen auf die Prinzen des Herrscherhauses, die Standesherren, die Prälaten und Ritter oder deren Vertreter. 17 Mandate standen den Städten und der Universität Marburg zu. Hinzu kamen 16 Mandate für Vertreter der Bauern. 